# Nadia Litz

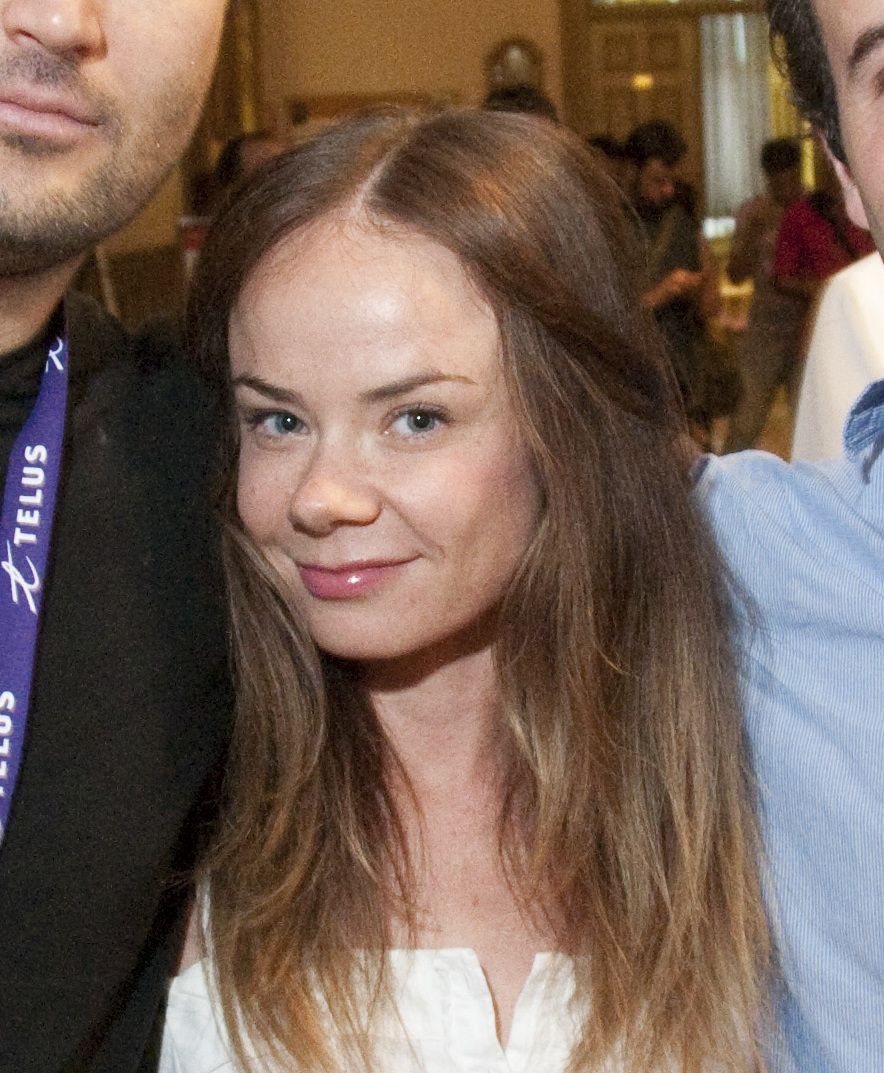
Nadia Litz

Nadia Litz (* 26. Dezember 1976 in Winnipeg) ist eine kanadische Filmschauspielerin und Regisseurin.

## Leben
Nadia Litz studierte Filmwissenschaft an der York University in Toronto. Bereits zu dieser Zeit war sie als Schauspielerin zu sehen. Für ihre erste größere Nebenrolle der „Rachel Seraph“ in The Five Senses wurde sie 2001 mit einem Chlotrudis Award ausgezeichnet. 2009 wurde sie in derselben Kategorie für Monkey Warfare nominiert.
2014 erschien ihr Debütfilm Hotel Congress als Regisseurin, gefolgt 2016 von The People Garden.

## Filmografie (Auswahl)

### Schauspielerin
- 1996: Zwischen den Welten (Hidden in America)
- 1998: The Mighty – Gemeinsam sind sie stark (The Mighty)
- 1999: The Five Senses
- 2001: After the Harvest
- 2003: Love That Boy
- 2003: Fear X
- 2006: Monkey Warfare
- 2008: Die Stadt der Blinden (Blindness)
- 2010: You Are Here
- 2014: Big Muddy
- 2022: Crimes of the Future
- 2023: The Dead Don’t Hurt

### Regisseurin
- 2014: Hotel Congress
- 2016: The People Garden